# Manuel Arce y Ochotorena
Manuel kardinál Arce y Ochotorena (18. srpna 1879, Ororbis, Španělsko – 16. září 1948, Tarragona) byl arcibiskup v Tarragoně a římskokatolický kardinál.

## Životopis
Manuel Arce y Ochotorena studoval v Pamploně, Saragosse a Římě, jako seminarista papežské španělské koleje sv. Josefa, filosofii a katolickou teologii. Na kněze byl vysvěcen v roce 1904 a působil v semináři v Pamploně. Pracoval také jako kapitulní vikář a později jako generální vikář.
V roce 1929 ho Pius XI. jmenoval biskupem Zamory, 1938 arcibiskupem v Oviedu. Pius XII. mu v roce 1944 svěřil vedení arcibiskupství v Tarragoně a 1946 ho jmenoval kardinálem knězem s titulárním kostelem Santi Vitale, Valeria, Gervasio e Protasio.
V roce 1947 mu byl udělen velký kříž Orden de Isabel la Católica.
Manuel Arce y Ochotorena je pohřben v sídelním kostele v Tarragoně.